# Eyalato de Podolia
Podolia (en turco otomano: Eyalet-i Kamaniçe‎) fue un eyalato del imperio otomano. Su capital era Kamianets-Podilskyi (en polaco: Kamieniec Podolski; en ucraniano: Кам’янець-Подільський;en turco: Kamaniçe).

## Historia

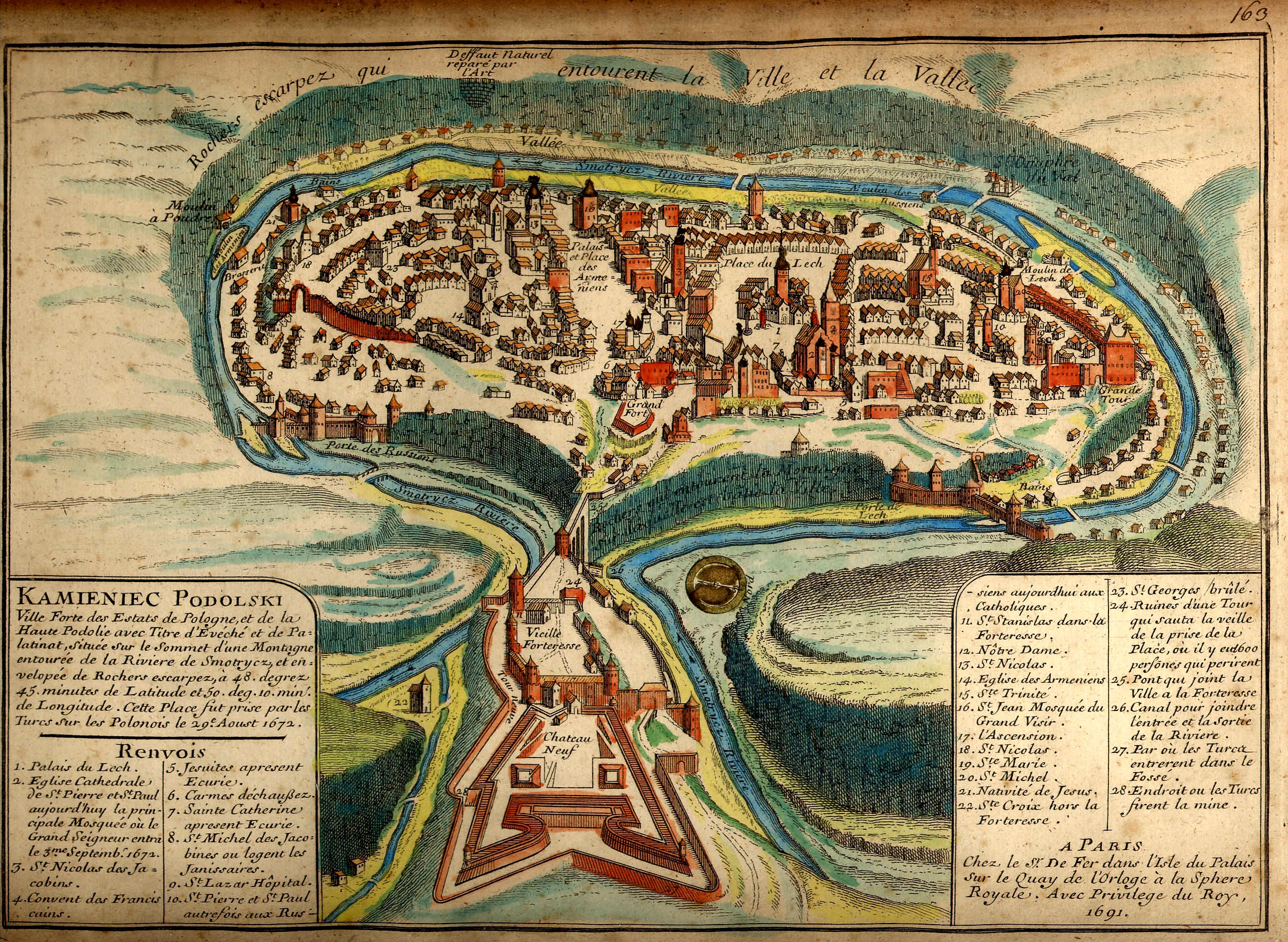
La guarnición otomana en la ciudad de Kamaniçe, capital del eyalato.

En 1672, el ejército otomano dirigido por el sultán Mehmed IV, capturó Kamaniçe después de un breve sitio. El tratado de Buchach confirmó el control otomano de la ciudad, que devino el centro de un nuevo eyalato. El tratado fue rechazado por el Sejm polaco reanudándose la guerra entre ambas naciones.
La campaña polaca resultó infructuosa y la tregua de Żurawno (1676) dejó Podolia dentro de las fronteras otomanas. Otra guerra polaco-otomana estalló de nuevo en 1683. Durante los siguientes 16 años, el gobierno otomano en Podolia se limitó fundamentalmente a la asediada fortaleza de Kamianets, defendida por una guarnición de 6.000 soldados. El resto de guarniciones en Podolia, ubicadas en Bar, Medzhybizh, Jazlivec y Chortkiv, apenas superaban 100 soldados cada una.
Según el presupuesto provincial otomano de 1681, se empleaban 13 millones de akçe en el eyalato, principalmente en soldadas. De esta cantidad, menos de 3% se recaudaba en la propia Podolia mientras que el resto procedía del tesoro central. En 1681, el patriarca de Constantinopla nombró al ortodoxo metropolitano de Kamianets, llamado Pankratij.
La fortaleza retornó a Polonia a raíz del Tratado de Karlowitz (1699).

## Gobernadores
Durante los 27 años de gobierno otomano Podolia fue administrado por nueve pachás otomanos:
- Küstendilli Halil (1672–76; 1677–80),
- Arnavut Ibrahim (1676–77)
- Defterdar Ahmed (1680–82)
- Arnavut Abdurrahman (1682–84)
- Tokatlı Mahmud (1684)
- Bozoklu Mustafa (1685–86)
- Sarı Boşnak Hüseyin (1686–88)
- Yegen Ahmed (1688–89)
- Kahraman Mustafa (1689–99)

## Divisiones administrativas
El eyalato estuvo dividido en cuatro sanjacados:
1. Sanjak de Kamaniçe
2. Sanjak de Barra
3. Sanjak de Mejibuji
4. Sanjak de Yazlofça